# Ville-Marie (Quebec)
Ville-Marie é uma cidade localizada no oeste do Quebec, no Canadá.